# Paul Rostock
Paul Rostock, född den 18 januari 1892 i Kranz, död den 17 juni 1956 i Bad Tölz, var en tysk kirurg och ämbetsman. Under andra världskriget var han kirurg inom den tyska armén och chef för Byrån för medicinsk vetenskap och forskning.
Rostock var från år 1941 biträdande professor i medicin vid Berlins universitet. Efter andra världskriget åtalades han vid Läkarrättegången, men frikändes. Han tjänstgjorde senare som läkare i Bayreuth.